# 23817 Gokulk
23817 Gokulk è un asteroide della fascia principale. Scoperto nel 1998, presenta un'orbita caratterizzata da un semiasse maggiore pari a 2,4812110 UA e da un'eccentricità di 0,1319545, inclinata di 7,41233° rispetto all'eclittica.